# Nemobiodes nigrocephalus
Nemobiodes nigrocephalus är en insektsart som beskrevs av Lucien Chopard 1925. Nemobiodes nigrocephalus ingår i släktet Nemobiodes och familjen syrsor. Inga underarter finns listade i Catalogue of Life.